# الطعينة (المضاربة والعارة)

تعديل مصدري - تعديل

الطعينة هي إحدى قرى عزلة العارة بمديرية المضاربة والعارة التابعة لمحافظة لحج، بلغ تعداد سكانها 55 نسمة حسب تعداد اليمن لعام 2004.